# Covelo (La Lama)
Covelo (oficialmente San Sebastián de Covelo) es una parroquia española del municipio de La Lama, perteneciente a la provincia de Pontevedra, en la comunidad autónoma de Galicia. En 2023, tenía empadronados 226 habitantes.